# Arzei HaBira
Arzei Habira (in ebraico ארזי הבירה ‎?) è un quartiere di Gerusalemme in Israele. È popolato prevalentemente da ebrei haredi.

## Etimologia
Arzei HaBira significa letteralmente "Capitale della nazione", riferendosi a Gerusalemme.

## Geografia
Confina a nord con Ma'alot Dafna, a ovest con Shmuel HaNavi, a sud con Beit Yisrael, e a est con Sheikh Jarrah.

## Storia
Arzei HaBira fu fondato dopo della guerra dei sei giorni in un'area precedentemente classificata come terra di nessuno al confine con Ramat Eshkol. Inizialmente era considerato parte di Ma'alot Dafna, che si sviluppò nello stesso periodo. Si tratta di un'area residenziale con alloggi lussuosi situati intorno a un grande parco centrale. Ospita oltre 200 famiglie.

## Archeologia
Nel 2012, i lavori di costruzione hanno portato alla luce la facciata di una grotta sepolcrale precedentemente sconosciuta. Sebbene lo scavo all'interno non fosse fattibile, lo stile intricato della facciata, probabilmente progettata in stile attico, indica la sua probabile associazione con un gruppo più ampio di elaborate grotte sepolcrali ebraiche risalenti al tardo periodo del Secondo Tempio.